# 溴化鈹
溴化鈹是一種鈹的化合物，是一種溴化鹽類，分子式為BeBr2，通常外觀為半透明白色固體。具有吸濕性、易潮解，能溶於水，且溶解度高。

## 制備
溴化鈹是可用氧化鈹和碳的混合物，放在充滿氣態溴的容器或室中加熱至1100°C到1200°C，氧化鈹和碳的混合物可能會在氣態溴中燃燒並生成溴化鈹。它有副產物一氧化碳。
{\displaystyle \mathrm {BeO+Br_{2}+C\ {\xrightarrow {\text{1400 K}}}\ BeBr_{2}+CO\uparrow } }
也可以直接用元素單質制取:可用鈹金屬和氣態溴加熱至500°C 至 700°C，鈹金屬可能會在氣態溴中燃燒並生成溴化鈹:
Be  +  Br2 →  BeBr2
同樣，直接使氧化鈹和氣態溴化氫發生反應是可能的。
{\displaystyle \mathrm {BeO+2\ HBr\longrightarrow BeBr_{2}+H_{2}O} }
在溴化氫水溶液中也能與氧化鈹反應生成溴化鈹::
BeO  +  2 HBr(aq) →  BeBr2(aq)  +  H2O
只要使BeBr2(aq)結晶即可。

## 分子結構
溴化鈹是一個非常吸濕性白色粉末，晶體結構為正交晶系晶格參數為 a =10.32Ǻ，B=5.52Ǻ和c=5.54Ǻ它的結合能有9.80kJ/mol。在氣態時分子結構為一個二聚體。